# Forbregd/Lein
Forbregd/Lein is een plaats in de Noorse gemeente Verdal, provincie Trøndelag. Forbregd/Lein telt 633 inwoners (2007) en heeft een oppervlakte van 0,39 km².